# Vayelech
Vayelech, Vayeilech, VaYelech, Va-yelech, Vayelekh, Va-yelekh, o Vayeleh (ebraico: וַיֵּלֶךְ — tradotto in italiano: "e se ne andò", incipit di questa parashah) 52ª porzione settimanale della Torah (ebr. פָּרָשָׁה – parashah o anche parsha/parscià) nel ciclo annuale ebraico di letture bibliche dal Pentateuco, nona nel Libro del Deuteronomio. Rappresenta il passo Deuteronomio 31:1-30, che gli ebrei leggono generalmente in settembre o ai primi di ottobre. Con soli 30 versetti, questa è la parashah più breve.
Il calendario ebraico lunisolare contiene fino a 55 settimane, col numero esatto che varia tra le 50 settimane negli anni comuni e 54 o 55 negli anni bisestili. In alcuni anni bisestili (per es., il 2012, 2015, 2016, 2018 e 2019), la Parashah Vayelech viene letta separatamente. Negli anni comuni (per es. 2013, 2014 e 2017), la Parashah Vayelech è combinata con la parashah precedente, la Nitzavim, per ottenere il numero di letture settimanali necessarie e le due porzioni vengono lette insieme nello Shabbat subito prima di Rosh Hashanah. Le due porzioni di Torah vengono congiunte eccetto quando due Shabbat cadono tra Rosh Hashanah e Sukkot e nessuno dei due coincide con le grandi Festività ebraiche.
In questa parashah, Mosè esorta gli Israeliti ad essere forti e coraggiosi, poiché Dio e li avrebbero presto condotti nella Terra Promessa. Mosè comanda agli Israeliti di leggere la Legge a tutto il popolo ogni sette anni. Dio avverte Mosè che la sua morte si sta avvicinando, che il popolo infrangerà l'Alleanza, e che quindi Dio occulterà il Suo volto a causa del male che avranno fatto rivolgendosi ad altri dei; Dio poi ordina a Mosè di scrivere un cantico e di insegnarlo agli Israeliti perché "questo cantico sia di testimonio contro gli Israeliti." Deuteronomio 19-22

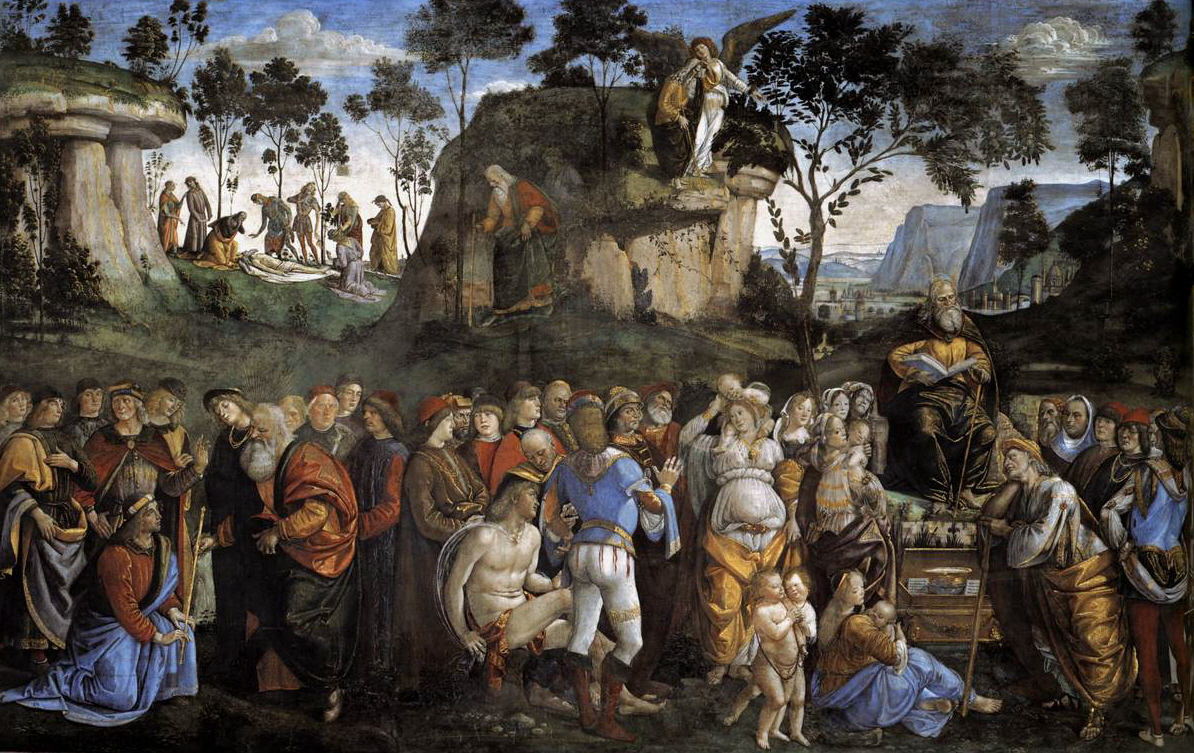
Testamento e Morte di Mosè (affresco di Luca Signorelli nella Cappella Sistina, 1481-1482 ca.)

### Testi
- Testo Masoretico e traduzione JPS 1917, su mechon-mamre.org.
- Parashah cantata, su bible.ort.org. URL consultato l'11 marzo 2013 (archiviato dall'url originale il 10 giugno 2011).
- Parashah letta in ebraico, su mechon-mamre.org.

### Commentari
- Academy for Jewish Religion, New York, su ajrsem.org.
- Aish.com. URL consultato l'11 marzo 2013 (archiviato dall'url originale il 17 marzo 2013).
- American Jewish University, su judaism.ajula.edu (archiviato dall'url originale il 20 febbraio 2012).
- Anshe Emes Synagogue, Los Angeles, su anshe.org. URL consultato l'11 marzo 2013 (archiviato dall'url originale il 1º novembre 2012).
- Bar-Ilan University, su biu.ac.il. URL consultato l'11 marzo 2013 (archiviato dall'url originale il 27 settembre 2012).
- Chabad.org.
- eparsha.com.
- G-dcast, su g-dcast.com. URL consultato l'11 marzo 2013 (archiviato dall'url originale il 20 marzo 2013).
- The Israel Koschitzky Virtual Beit Midrash, su vbm-torah.org. URL consultato l'11 marzo 2013 (archiviato dall'url originale il 3 settembre 2011).
- Jewish Theological Seminary (XML), su jtsa.edu. URL consultato l'11 marzo 2013 (archiviato dall'url originale l'11 marzo 2013).
- MyJewishLearning.com. URL consultato l'11 marzo 2013 (archiviato dall'url originale il 25 settembre 2008).
- Ohr Sameach, su ohr.edu. URL consultato l'11 marzo 2013 (archiviato dall'url originale il 29 giugno 2011).
- Orthodox Union, su ou.org.
- OzTorah, Torah from Australia, su oztorah.com.
- Oz Ve Shalom — Netivot Shalom, su netivot-shalom.org.il. URL consultato l'11 marzo 2013 (archiviato dall'url originale il 24 giugno 2010).
- Pardes from Jerusalem, su pardes.org.il. URL consultato l'11 marzo 2013 (archiviato dall'url originale il 15 aprile 2012).
- RabbiShimon, su rabbishimon.com. URL consultato l'11 marzo 2013 (archiviato dall'url originale il 31 marzo 2012).
- Rabbi Shlomo Riskin, su ohrtorahstone.org.il. URL consultato l'11 marzo 2013 (archiviato dall'url originale il 21 agosto 2011).
- Rabbi Shmuel Herzfeld, su rabbishmuel.com. URL consultato l'11 marzo 2013 (archiviato dall'url originale l'11 marzo 2013).
- Reconstructionist Judaism, su www4.jrf.org. URL consultato l'11 marzo 2013 (archiviato dall'url originale il 16 febbraio 2006).
- Sephardic Institute, su judaicseminar.org.
- Shiur.com. URL consultato l'11 marzo 2013 (archiviato dall'url originale il 15 marzo 2013).
- 613.org Jewish Torah Audio, su 613.org. URL consultato l'11 marzo 2013 (archiviato dall'url originale il 27 settembre 2011).
- Tanach Study Center, su tanach.org.
- Torah from Dixie, su tfdixie.com. URL consultato l'11 marzo 2013 (archiviato dall'url originale il 5 marzo 2012).
- Torah.it, su archivio-torah.it.
- Torah.org.
- TorahVort.com.
- Union for Reform Judaism, su urj.org. URL consultato l'11 marzo 2013 (archiviato dall'url originale il 29 agosto 2008).
- United Hebrew Congregations of the Commonwealth, su chiefrabbi.org.
- United Synagogue of Conservative Judaism, su uscj.org. URL consultato l'11 marzo 2013 (archiviato dall'url originale il 14 agosto 2012).
- What’s Bothering Rashi?, su shemayisrael.com.
- Yeshiva University, su yutorah.org. URL consultato l'11 marzo 2013 (archiviato dall'url originale il 18 dicembre 2019).